# Ikpikpuk
La rivière Ikpikpuk est un cours d'eau d'Alaska, aux États-Unis située dans l'Alaska North Slope.
Longue de 195 milles (314 km), elle est formée à sa source par les rivières Kurupa and Maybe et coule en direction du nord pour se jeter dans la baie Smith dans l'Alaska North Slope.

## Affluents
- Titaluk  – 180 milles (290 km)
- Price – 45 milles (72 km)

## Sources
- (en) « Ikpikpuk », Geographic Names Information System